# Honderd jaar China
Honderd jaar China of Bai nian zhongguo is een Standaardmandarijns televisieprogramma uit 2000. Het werd geproduceerd door China Central Television. De belangrijkste maker was Chen Xiaoqing. Honderd jaar China bevat oude filmfragmenten en vertelt over de Chinese geschiedenis in de twintigste eeuw. De geschiedenis hier is onderverdeeld in de thema's: politiek, economie, maatschappij, landsverdediging en sport. Het televisieprogramma laat het perspectief van de Communistische Partij van China zien en is bedoeld als Chinees nationalistische educatie.
In 2005 werd het programma gekocht door TVB en omgezet in het Standaardkantonees. Het bestaat uit acht delen en vertelt over de belangrijkste personen uit de Chinese geschiedenis van de twintigste eeuw. Ook bevat het nieuwe onderdelen die niet in het Chinese vasteland zijn uitgezonden. Voorbeelden zijn de Culturele Revolutie en het Tiananmen-protest. Tijdens deze thema's werd op de TVB Jadezender in Guangdong reclame uitgezonden. 
Het programma werd gepresenteerd door de inmiddels overleden actrice Tina Leung Kwok-Hing. 